# Dougou
Dougou est une commune rurale située dans le département de Gogo de la province du Zoundwéogo dans la région Centre-Sud au Burkina Faso.

## Géographie
Dougou se situe à environ 10 km à l'ouest de Gogo.

## Santé et éducation
Le centre de soins le plus proche de Dougou est le centre de santé et de promotion sociale (CSPS) de Gogo tandis que le centre médical (CMA) le plus proche se trouve à Manga.